# Cartodere trifasciatus
Cartodere trifasciatus is een keversoort uit de familie schimmelkevers (Latridiidae). De wetenschappelijke naam van de soort werd in 1895 gepubliceerd door Marie Joseph Paul Belon.